# Anita Ramakic
Anita Ramakic (* 13. Juli 1987) ist eine österreichische Bühnentänzerin und Choreographin bosnischer Herkunft.
Mit 14 Jahren wurde sie Mitglied des Tanzwerk Showteams, dem Profiteam des Tanzwerk Wels. Mit dem Team erreichte sie viele Staats-, Europameister und Ehrentitel. Sie gewannen den Weltmeistertitel 2003 und 2005 in Las Vegas, Nevada.
Seit 2007 ist Ramakic auch erfolgreich als choreographische Leiterin tätig.

## Weitere Erfolge
- 2003 Staatsmeister und Europameister in Musical- und Showdance
- 2004 Vizestaatsmeister und Europameister
- 2005 Vizestaatsmeister und Vizeeuropameister im Duo-Bewerb
- 2007 Silber bei ÖM und EM
- 2008 Vizestaatsmeister

| Personendaten    | Personendaten                                                        |
| ---------------- | -------------------------------------------------------------------- |
| NAME             | Ramakic, Anita                                                       |
| KURZBESCHREIBUNG | österreichische Bühnentänzerin und Choreographin bosnischer Herkunft |
| GEBURTSDATUM     | 13. Juli 1987                                                        |